# Centrum voor Oude Kunst 't Vliegend Peert

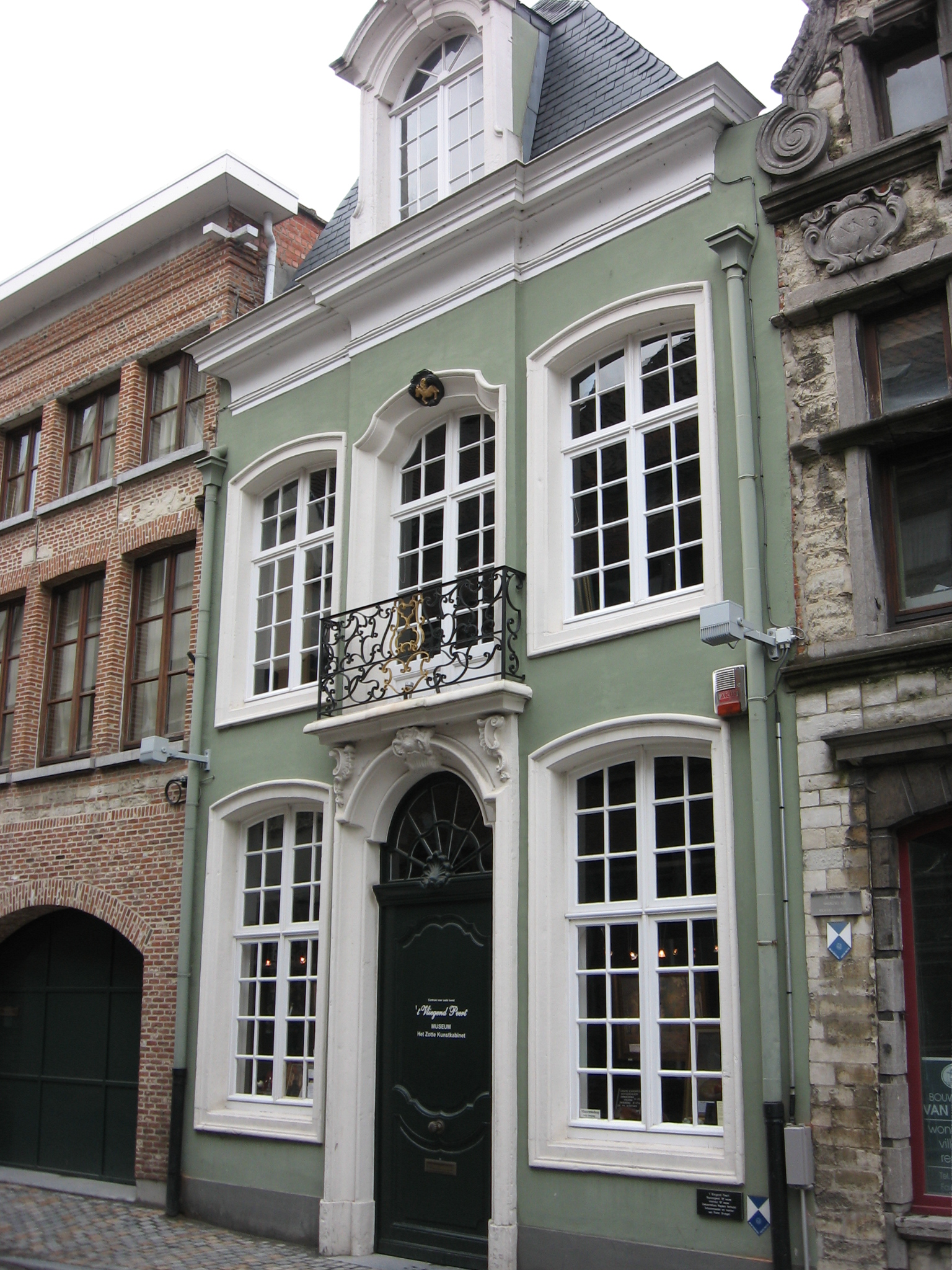
Centrum voor Oude Kunst 't Vliegend Peert

Centrum voor Oude Kunst 't Vliegend Peert is een onderzoeksinstituut rond oude schilderkunst uit de zestiende eeuw in Mechelen.
Het heeft een focus op satirisch-moraliserende thematiek of de zogenaamde 'Zotte Schilders' als Jheronimus Bosch, Pieter Bruegel, Jan Verbeeck, Frans Verbeeck en Jan Massys. Het centrum bevat ook een museum, genaamd Het Zotte Kunstkabinet en is opgebouwd in het historisch pand 't Vliegend Peert in Mechelen.